# Niżniaja Pojma
Niżniaja Pojma (ros. Нижняя Пойма) – osiedle typu miejskiego w Rosji, w Kraju Krasnojarskim, w rejonie niżnieingaszskim. W 2010 liczyło 9000 mieszkańców.